# Firestone Indy 400 2005
Firestone Indy 400 2005 var ett race som var den elfte deltävlingen i IndyCar Series 2005. Racet kördes den 31 juli på Michigan International Speedway. Bryan Herta tog sin första vinst sedan Kansas 2003, efter att ha besegrat mästerskapsledaren Dan Wheldon med 0,037 sekunder. Tomas Scheckter blev trea, bara 0,148 sekunder bakom Herta, medan Tony Kanaan blev fyra.

## Slutresultat
| Plats | Förare             | Team                     | Grid | Kvaltid |
| ----- | ------------------ | ------------------------ | ---- | ------- |
| 1     | Bryan Herta        | Andretti Green Racing    | 1    | 32,855  |
| 2     | Dan Wheldon        | Andretti Green Racing    | 11   | 33,105  |
| 3     | Tomas Scheckter    | Panther Racing           | 2    | 32,861  |
| 4     | Tony Kanaan        | Andretti Green Racing    | 14   | 33,154  |
| 5     | Sam Hornish Jr.    | Marlboro Team Penske     | 13   | 33,122  |
| 6     | Buddy Lazier       | Panther Racing           | 6    | 32,924  |
| 7     | Scott Sharp        | Fernández Racing         | 5    | 32,915  |
| 8     | Dario Franchitti   | Andretti Green Racing    | 7    | 32,941  |
| 9     | Patrick Carpentier | Cheever Racing           | 19   | 33,484  |
| 10    | Ryan Briscoe       | Chip Ganassi Racing      | 17   | 33,254  |
| 11    | Alex Barron        | Cheever Racing           | 20   | 33,517  |
| 12    | A.J. Foyt          | A.J. Foyt Enterprises    | 22   | 33,638  |
| 13    | Jimmy Kite         | Hemelgarn Racing         | 21   | 33,630  |
| 14    | Vitor Meira        | Rahal Letterman Racing   | 9    | 33,089  |
| 15    | Townsend Bell      | Panther Racing           | 10   | 33,103  |
| 16    | Kosuke Matsuura    | Fernández Racing         | 12   | 33,120  |
| 17    | Jaques Lazier      | Chip Ganassi Racing      | 15   | 33,186  |
| 18    | Roger Yasukawa     | Dreyer & Reinbold Racing | 18   | 33,440  |
| 19    | Scott Dixon        | Chip Ganassi Racing      | 4    | 32,893  |
| 20    | Danica Patrick     | Rahal Letterman Racing   | 8    | 32,955  |
| 21    | Hélio Castroneves  | Marlboro Team Penske     | 16   | 33,203  |
| 22    | Buddy Rice         | Rahal Letterman Racing   | 3    | 32,890  |
| 23    | Ed Carpenter       | Vision Racing            | 23   | 33,895  |